# 懷特派因斯 (加利福尼亞州)
懷特派恩斯（英語：White Pines）是位於美國加利福尼亞州卡拉韋拉斯縣的一個非建制地區。該地的面積和人口皆未知。

## 地理
懷特派恩斯的座標為38°15′58″N 120°20′28″W / 38.26611°N 120.34111°W，而該地的平均海拔高度為1191米（即3907英尺）。